# Irmhild Boßdorf
Irmhild Boßdorf z domu Deschner (ur. 14 stycznia 1967 w Mechelen) – niemiecka polityk, posłanka do Parlamentu Europejskiego X kadencji.

## Życiorys
Córka dziennikarza Günthera Deschnera. Działała w młodzieżówce związanej z organizacją tzw. wypędzonych Landsmannschaft Ostpreußen. W 1992 ukończyła studia z historii, nauk politycznych i prawa konstytucyjnego na Uniwersytecie Fryderyka i Aleksandra w Erlangen i Norymberdze. Pracowała następnie dla chadeckiego posła Wolfganga Börnsena. Później zajmowała się dziennikarstwem, na łamach „Junge Freiheit” opublikowała w 2000 wywiad z Juttą Rüdiger, liderką żeńskiej nazistowskiej organizacji młodzieżowej BDM. Przeprowadzała też rozmowy z liderami belgijskiego skrajnie prawicowego Interesu Flamandzkiego. Do 2018 pracowała też w placówce muzealnej Haus der Geschichte.
W 2016 dołączyła do Alternatywy dla Niemiec. Była m.in. asystentką Rüdigera Lucassena (lidera AfD w Nadrenii Północnej-Westfalii) oraz rzeczniczką prasową krajowych struktur partii. W wyborach w 2024 z ramienia tego ugrupowania uzyskała mandat eurodeputowanej X kadencji.

## Życie prywatne
Była żoną Petera Boßdorfa (zm. 2020), dziennikarza związanego ze skrajną prawicą. Matka pięciorga dzieci.